# Ignasi de Solà-Morales i Rubió
Ignasi de Solà-Morales i Rubió (Barcelona, 24 de agosto de 1942 - Ámsterdam, Países Bajos, 12 de marzo del 2001) fue un arquitecto y profesor universitario español.

## Biografía
Nació el 1942 en la ciudad de Barcelona, hijo de una familia de arquitectos entre los cuales destacan su abuelo Joan Rubió i Bellver, su padre Manuel de Solà-Morales i de Rosselló y su hermano Manuel de Solà-Morales i Rubió. Estudió arquitectura y filosofía en la Universidad de Barcelona, consiguiendo en 1977 el doctorado y aconteciendo posteriormente catedrático de la Escuela Técnica Superior de Arquitectura de Barcelona, perteneciendo en la Universidad Politécnica de Cataluña.
Tiene tres hijos, dos de ellos arquitectos, Pau y Clara de Solà-Morales. Ha sido profesor de la Universidad Colúmbia (Estados Unidos de América), miembro de la Institute for Architecture and Urban Studies (Nueva York) y director del Archivo Histórico de Arquitectura, Diseño y Urbanismo del Colegio Oficial de Arquitectos de Cataluña (COAC).
Murió el 11 de marzo de 2001 en la ciudad de Ámsterdam (Países Bajos), a consecuencia de un ataque de corazón cuando se encontraba en esta ciudad como integrante del jurado del Premio de arquitectura Mies van der Rohe. Fue enterrado al cementerio del Puerto de la Selva.

## Actividad profesional
Desde 1971 trabajaba en su propio despacho profesional de arquitectura. En el año 1984 dirigió la reconstrucción del pabellón de Alemania de Ludwig Mies van der Rohe, Barcelona conjuntamente con los arquitectos Ferran Ramos y Cristian Cirici, el original del cual fue derribado después de finalizar la Exposición Internacional de 1929.
Entre las muchas obras realizadas destaca el proyecto de ampliación, junto con Xavier Fabré y Lluís Dilmé, del Gran Teatro del Liceo y, después de su incendio el 31 de enero de 1994, su reconstrucción, un edificio que fue reinaugurado el 7 de octubre de 1999. El año 2000 los tres arquitectos fueron galardonados con el premio Nacional de Patrimonio Cultural por esta obra.

## Obra publicada
Interesado por la teoría y la historia de la arquitectura, es autor de varios estudios:
- 1975: Rubió y Bellver y la fortuna del Gaudinismo
- 1976: La arquitectura del expresionismo
- 1976: Centenario de la Escuela de Arquitectura de Barcelona. Un ensayo de interpretación
- 1980: Eclecticismo y vanguardia
- 1983: Gaudí
- 1984: Arquitectura teatral en España
- 1985: La Exposición Internacional de Barcelona 1914-1929
- 1986: Arquitectura Minimale en Barcelona
- 1986: Contemporary Spanish Architecture
- 1986: Arquitectura balneària en Cataluña
- 1996: Diferencias: topografía de la arquitectura contemporánea